# Dejan Cukić
Dejan Cukić (Beograd, 4. studenog 1959.) beogradski je rock-pjevač i rock-novinar.

## Glazbena karijera
Glazbenu karijeru je započeo u sastavu Dizel. Nakon napuštanja „Dizela“, dolazi u grupu „Tilt“, a zatim u „Bulevar“, gdje snima dva studijska albuma. Poslije raspada sastava, postaje član sastava Bajaga i instruktori, zajedno s kolegom iz Bulevara, gitaristom Nenadom Stamatovićem. Tu ostaje sve do objavljivanja albuma Jahači magle (1987.), kada osniva svoj novi sastav, pod nazivom „Spori ritam bend“.

## Novinarska karijera
Poslije raspada Bulevara, počinje se bavi rock-novinarstvom za Politikin časopis Rock 82 (kasnije Rok). Napravio je veliki broj intervjua sa svjetskim rock-zvijezdama: Dire Straits, Uriah Heep, Saxon, Tina Turner, Sting, Kim Wilde su najpoznatiji od njih. Bio je jedan od urednika časopisa Žica (izlazio tijekom 2001.) Redovno piše za Politikin Zabavnik.

## Književna karijera
2001. je objavio knjigu o Franku Zappi: „Muzika je najbolja“, a 2007. knjigu „45 obrtaja“, kao skup tekstova koje je objavio u Zabavniku.

## Diskografija

#### Bulevar

##### Studijski albumi
1. Loš i mlad (PGP-RTB, 1981.)
2. Mala noćna panika (PGP-RTB, 1982.)

##### Kompilacije
1. Svi marš na ples (Jugoton, 1981.)

##### Singlovi
1. „Moje bezvezne stvari“ / „Nemam ništa važno da te pitam“ (Jugoton, 1980)
2. „Nestašni dečaci“ / „Moja lova, tvoja lova“ (Jugoton, 1981)

#### Bajaga i instruktori

##### Studijski albumi
1. Pozitivna geografija (PGP-RTB, 1984.)
2. S druge strane jastuka (PGP-RTB, 1985.)
3. Jahači magle (PGP-RTB, 1986.)

#### Spori ritam bend

##### Studijski albumi
1. Spori ritam (PGP RTB, 1987.)
2. Zajedno (PGP RTB, 1989.)
3. 1991 (PGP RTB, 1991.)
4. 4 1/2 - Ja bih da pevam (W.I.T., 1996.)
5. Igramo na ulici (PGP RTS / CIP Publik, 1998.)
6. Divlji med (Atelje 212, 2000.)
7. Kalendar (BK Sound, 2002.)
8. Ubrzanje (Multimedia Records, 2008.)

##### Živi albumi
1. Unplugged (Komuna Belgrade, 1997.)
2. DC & SRB @ SC (BK Sound, 2003.)

##### Kompilacije
1. San na pola puta (PGP RTS, 1994.)